# Stenelmoides stegastus
Stenelmoides stegastus is een keversoort uit de familie beekkevers (Elmidae). De wetenschappelijke naam van de soort werd in 1989 gepubliceerd door Spangler & Perkins.